# Джерманьо
Джерманьо (італ. Germagno, п'єм. Germagn) — муніципалітет в Італії, у регіоні П'ємонт,  провінція Вербано-Кузіо-Оссола.
Джерманьо розташоване на відстані близько 560 км на північний захід від Рима, 110 км на північний схід від Турина, 10 км на захід від Вербанії.
Населення — 190 осіб (2014).
Щорічний фестиваль відбувається 24 серпня. Покровитель — святий Варфоломій.

## Демографія
Населення за роками:

Станом на 1 січня 2023 року в муніципалітеті іноземці офіційно не проживали.

## Сусідні муніципалітети
- Казале-Корте-Черро
- Лорелья
- Оменья
- Куарна-Сопра